# (7864) Borucki
(7864) Borucki es un asteroide perteneciente al cinturón de asteroides, región del sistema solar que se encuentra entre las órbitas de Marte y Júpiter.
Fue descubierto el 14 de marzo de 1982 por Antonín Mrkos desde el Observatorio Kleť.

## Designación y nombre
Designado provisionalmente como 1982 EE, fue nombrado en honor de William J. Borucki (n. 1939) quien fundó y desarrolló la misión Kepler que condujo al descubrimiento de numerosos sistemas exoplanetarios y a importantes contribuciones a la astrofísica estelar y la astrosismología de estrellas en evolución. También determinó las propiedades del plasma de las ondas de choque de hipervelocidad que se utilizaron en el escudo térmico de las misiones Apolo.

## Características orbitales
Borucki está situado a una distancia media del Sol de 2,702 ua, pudiendo alejarse hasta 2,823 ua y acercarse hasta 2,580 ua. Su excentricidad es 0,045 y la inclinación orbital 9,365 grados. Emplea 1622,03 días en completar una órbita alrededor del Sol.

## Características físicas
La magnitud absoluta de Borucki es 13,12. Tiene 15,286 km de diámetro y su albedo se estima en 0,053.